# Leucorrhinia proxima
Leucorrhinia proxima – gatunek ważki z rodziny ważkowatych (Libellulidae). Występuje na terenie Ameryki Północnej.